# Liechtenstein i olympiska vinterspelen 1984
Liechtenstein deltog med tio deltagare vid de olympiska vinterspelen 1984 i Sarajevo. Totalt vann de två bronsmedaljer.

## Medaljer

### Brons
- Andreas Wenzel - Alpin skidåkning, Storslalom.
- Ursula Konzett - Alpin skidåkning, Slalom.